# Esthlogena porosa
Esthlogena porosa är en skalbaggsart som beskrevs av Bates 1872. Esthlogena porosa ingår i släktet Esthlogena och familjen långhorningar.
Artens utbredningsområde är:
- Costa Rica.
- Honduras.
- Nicaragua.
- Panama.

Inga underarter finns listade i Catalogue of Life.